# Nesillas lantzii
La nesilla del deserto (Nesillas lantzii (Grandidier, 1867)) è un uccello della famiglia Acrocephalidae, endemico del Madagascar.

## Biologia
Vive solitario o in coppie, nutrendosi di insetti.
Costruisce il suo nido in prossimità del terreno, al riparo dei cespugli.

## Distribuzione e habitat
L'areale di questa specie è ristretto al Madagascar sud-occidentale..
Vive in ambienti aridi, tipicamente foreste di Euphorbia spp., dal livello del mare sino a 500 m di altitudine.

## Tassonomia
In precedenza classificata come sottospecie di Nesillas typica, è stata elevata al rango di specie a sé stante nel 1993.